# Памукчии (Старозагорская область)
Памукчии (болг. Памукчии) — село в Болгарии. Находится в Старозагорской области, входит в общину Стара-Загора. Население составляет 304 человека.

## Политическая ситуация
В местном кметстве Памукчии, в состав которого входит Памукчии, должность кмета (старосты) исполняет Желка Енева Маринова (Болгарская социалистическая партия (БСП)) по результатам выборов правления кметства.
Кмет (мэр) общины Стара-Загора — Светлин Танчев (Граждане за европейское развитие Болгарии (ГЕРБ)) по результатам выборов в правление общины.